# سیارک ۱۲۰۷۳
سیارک ۱۲۰۷۳ (به انگلیسی: 12073 Larimer، نامگذاری:1998FD66) دوازده هزار و هفتاد و سومین سیارک کشف شده‌است که در ۲۰ مارس ۱۹۹۸ کشف شد.
قدر مطلق سیارک برابر ۲۰.۴ است.